# Ausbildungszentrum CIR

Verbandsabzeichen für Heeresuniformträger

Ehemaliges Internes Verbandsabzeichen der Schule Informationstechnik der Bundeswehr

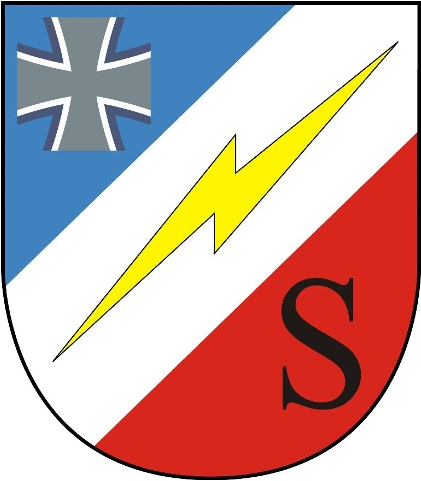
Ehemaliges Internes Verbandsabzeichen der Schule für Strategische Aufklärung der Bundeswehr

Das Ausbildungszentrum CIR (Ausbildungszentrum Cyber- und Informationsraum; AusbZ CIR) ist eine Dienststelle des Organisationsbereichs Cyber- und Informationsraum der Bundeswehr mit Sitz in Pöcking und sechs Außenstellen. Sie entstand am 1. April 2024 aus der Umgliederung der Schule Informationstechnik der Bundeswehr (ITSBw) und der Angliederung der ehemals selbständigen Schule für Strategische Aufklärung der Bundeswehr in Flensburg. Das Ausbildungszentrum CIR hat den Auftrag, Fachpersonal für Informationstechnik, Elektronische Kampfführung und Militärisches Nachrichtenwesen auszubilden. Das Ausbildungszentrum ist dem Kommando Cyber- und Informationsraum unterstellt und ist mit jährlich 11.500 Absolventen aus 210 Lehrgangsmodulen eine der größten Ausbildungseinrichtungen der Bundeswehr.

## Geschichte
Am 24. Juni 1956 wurde in Sonthofen die Truppenschule Fernmeldetruppe (TSFmTr) aufgestellt, am 7. August 1956 wurde daraus die Fernmeldeschule des Heeres (FmSHBw). Mit der Heeresstruktur 2 wurde die Ausbildungseinrichtung im Jahr 1959 an die Standorte Feldafing und Pöcking (General-Fellgiebel-Kaserne) verlegt. Im Jahr 1972 wurde sie in Fernmeldeschule und Fachschule des Heeres für Elektrotechnik (FmS/FSHElT) umbenannt. Am 28. Juni 2005 erfolgte im Rahmen eines Übergabeappells der Wechsel von der Teilstreitkraft Heer zum militärischen Organisationsbereich Streitkräftebasis (SKB).
Kommandeur der FmS/FSHElT war ein Offizier im Dienstgrade eines Brigadegenerals. Gleichzeitig war dieser von 1995 bis 2006 General der Fernmeldetruppe (GenFmTr). Anschließend wurde die Dienststellung durch den Dienstposteninhaber Leiter Gruppe Weiterentwicklung Fernmeldetruppe/Truppenfernmeldeverbindungsdienst Heer im Heeresamt wahrgenommen.
Am 28. September 2006 wurde die FmS/FSHElT außer Dienst gestellt. Gleichzeitig zogen die Führungsunterstützungsschule der Bundeswehr (FüUstgSBw) und die Fachschule der Bundeswehr für Informationstechnik (FSBwIT) nach Feldafing um. Damit wurde in der Bundeswehr die streitkräftegemeinsame Ausbildung teilstreitkraftübergreifend zusammengefasst.
Zunächst war die Schule in der SKB dem Streitkräfteamt (SKA) in Bonn unterstellt, zum 1. Februar 2013 wurde die FüUstgSBw dem Führungsunterstützungskommando der Bundeswehr in Bonn unterstellt. Im Rahmen der Aufstellung eines neuen militärischen Organisationsbereichs für den Cyber- und Informationsraum (CIR) wurde zum 1. Juli 2017 die Führungsunterstützungsschule der Bundeswehr in Schule Informationstechnik der Bundeswehr und deren unmittelbar vorgesetzte Dienststelle in Kommando Informationstechnik der Bundeswehr umbenannt. Nachdem ein Gesamtumzug in die Liegenschaft General-Fellgiebel-Kaserne bis 2020 vorgesehen war, wurde im Zuge der „Trendwende Personal“ und „Trendwende Material“ beschlossen, alle Liegenschaften zu erhalten, um den großen, zusätzlichen Pool an IT-Personal ausbilden zu können.
Mit der Auflösung des Kommandos Informationstechnik der Bundeswehr Ende März 2023 wurde die Schule unmittelbar dem Kommando Cyber- und Informationsraum unterstellt. Zum 1. April 2024 entstand das heutige Ausbildungszentrum CIR aus der Schule Informationstechnik der Bundeswehr und der Schule für Strategische Aufklärung der Bundeswehr. Formal wurde die Schule Informationstechnik mit einem Appell am 26. März 2024 außer Dienst gestellt und das Ausbildungszentrum CIR zum 1. April 2024 neu gegründet.

## Standorte
Standorte des Ausbildungszentrum sind die General-Fellgiebel-Kaserne in Pöcking, Flensburg, Feldafing, Graben, Kleinaitingen, Bonn und Karlsruhe.

## Fachschule der Bundeswehr für Informationstechnik
Die Fachschule der Bundeswehr für Informationstechnik (FSBwIT) ist als XI. und XII. Inspektion Teil der Schule Informationstechnik der Bundeswehr. Sie ist abgesetzt im bayerischen Kleinaitingen in der Ulrich-Kaserne untergebracht. Ihr Auftrag ist unter anderem die Ausbildung der Offiziere des militärfachlichen Dienstes.

## Kommandeure
| Name                                    | Von              | Bis                               | Anmerkungen |
| --------------------------------------- | ---------------- | --------------------------------- | --- |
| Oberst Hans-Oskar von Tippelskirch      | 1956             | 1956                              | |
| Brigadegeneral August Frede             | 1956             | 1961                              | |
| Brigadegeneral Heinz Burchardt          | 1961             | 1965                              | |
| Brigadegeneral Hans Straden             | 1965             | 1967                              | |
| Brigadegeneral Manfred Grunwald         | 1967             | 1969                              | |
| Brigadegeneral Hubertus Großler         | 1969             | 1972                              | |
| Brigadegeneral Hans-Günther Groß        | 1972             | 1974                              | |
| Brigadegeneral Günther Schneider        | 1974             | 1976                              | |
| Brigadegeneral Heinz Stoffregen         | 1976             | 1981                              | |
| Brigadegeneral Jobst Rohkamm            | 1981             | 1983                              | |
| Brigadegeneral Peter Poschwatta         | 1983             | 1991                              | |
| Brigadegeneral Konrad Bader             | 1991             | 2000                              | 1. GenFmTr |
| Brigadegeneral Helmut Hofmann           | 2000             | 2005                              | 2. GenFmTr |
| Brigadegeneral Heinrich-Wilhelm Steiner | 2005             | März 2008                         | letzter Kommandeur FmS/FSHElT und General der Fernmeldetruppen und erster Kommandeur der FüUstgSBw und FSBwIT                                                                 |
| Brigadegeneral Helmut Schoepe           | März 2008        | Ende August/Anfang September 2013 | |
| Brigadegeneral Dietmar Mosmann          | Ende August 2013 | 1. Februar 2017                   | Anschließend Führungsunterstützungsschule der Bundeswehr sowie danach Stellvertretender Kommandeur des Kommandos Informationstechnik der Bundeswehr und Kommandeur IT-Truppen |
| Brigadegeneral Frank Schlösser          | 1. Februar 2017  | Ende Januar 2019                  | Anschließend Kommandeur der NATO Communication and Information System Group sowie der Deputy Chief of Staff CIS and Cyber Defence bei SHAPE in Mons, Belgien                  |
| Brigadegeneral Rainer Simon             | 23. Januar 2020  | 3. April 2025                     | |
| Oberst Kai Heß                          | 3. April 2025    | –                                 | |

## Wappen
Die marineblaue Farbe des Bords entspricht der Farbe des Baretts des Organisationsbereichs CIR. Eule, Blitz und Netzwerksymbol stehen für die Ausbildungsschwerpunkte Informationsgewinnung, Aufklärung bzw. Cyber-/Informationstechnik-Ausbildung und dem Schutz der Netzwerke. Die weiß-blauen Wellen entsprechen den Elementen aus den Städtewappen von Pöcking und Flensburg und symbolisieren die enge Verbundenheit zu beiden Standorten.